# Intimidad 911
Intimidad 911 es el quinto álbum del rapero puertorriqueño Travy Joe, publicado por CanZion. Contó con la participación de Esperanza de Vida, Ingrid Rosario, Carlos Luciano y Leo El Poeta, siendo un álbum orientado a la música góspel o pop urbano. Contiene traducciones al español de canciones de TobyMac y Matthew West, además de canciones inéditas. 
Fue elegido como mejor álbum urbano en Premios Arpa 2015.

## Promoción y lanzamiento
Luego de trabajar estilos urbanos, Travy Joe presenta un álbum diferente en cuanto a géneros musicales llamado Intimidad 911. «Hola, Mi nombre es» (adaptación al español del tema de Matthew West), «Mi sol» con Esperanza de Vida, «Me enamoré», «Dios Maravilloso» con Ingrid Rosario, y «Róbame el show» (adaptación al español del tema de TobyMac).

## Lista de canciones
| N.º | Título                                      | Productor(es) | Duración |  |
| 1.  | «Hola, Mi Nombre Es»                        | Juan Salinas  | 3:38     |  |
| 2.  | «Mi Sol» (con Esperanza de Vida)            | Juan Salinas  | 4:23     |  |
| 3.  | «Ayúdame a Seguir»                          | Juan Salinas  | 3:04     |  |
| 4.  | «¿Dónde Está El Amor?» (con Carlos Luciano) | Juan Salinas  | 4:26     |  |
| 5.  | «Me Enamoré»                                | Ito Martis    | 3:25     |  |
| 6.  | «Dios Maravilloso» (con Ingrid Rosario)     | Juan Salinas  | 3:17     |  |
| 7.  | «Róbame El Show»                            | Juan Salinas  | 3:41     |  |
| 8.  | «Dulce Momento»                             | Juan Salinas  | 3:07     |  |
| 9.  | «Me Levantarás»                             | Juan Salinas  | 3:35     |  |
| 10. | «Me Enamoré Remix» (con Leo El Poeta)       | Ito Martis    | 3:26     |  |
| 11. | «Hola, Mi Nombre Es / Instrumental»         | Juan Salinas  | 3:37     |  |

## Premios y nominaciones
El álbum fue galardonado en Premios Arpa al "Mejor Álbum Urbano" de 2015.